# Docus Ajok
Docus Ajok (* 12. Juli 1994 in Alebtong) ist eine ugandische Leichtathletin, die im Mittelstreckenlauf antritt.

## Sportliche Laufbahn
2013 nahm Docus Ajok, Studentin an der Ndejje University in Uganda, an der Sommer-Universiade in Kasan teil. Über 800 Meter wurde sie dort im Vorlauf disqualifiziert und über 1500 Meter belegte sie in 4:25,83 min den zehnten Platz. Zwei Jahre später gewann sie bei den Studentenweltspielen im südkoreanischen  Gwangju in 4:18,53 min die Goldmedaille über 1500 Meter, wurde über 800 Meter im Halbfinale disqualifiziert und belegte mit der ugandischen 4-mal-400-Meter-Staffel den fünften Platz. 2017 qualifizierte sie sich für die Weltmeisterschaften in London, bei denen sie in das Halbfinale gelangte, in dem sie in 2:02,00 min ausschied. Wenige Wochen später nahm sie zum dritten Mal an der Sommer-Universiade in Taipeh teil und gewann dort Bronze über 800 Meter und Silber über 1500 Meter. Zudem erreichte sie diesmal den sechsten Platz mit der ugandischen Staffel. Im Jahr darauf nahm sie erstmals an den Commonwealth Games im australischen Gold Coast teil und wurde dort in 2:01,22 min Sechste im 800-Meter-Bewerb. Bei den Crosslauf-Weltmeisterschaften 2019 in Aarhus wurde sie mit der gemischten Staffel in 27:35 min Fünfte und bei den Studentenweltspielen in Neapel gewann sie in 2:02,31 min die Bronzemedaille über 800 Meter hinter der Australierin Catriona Bisset und Christina Hering aus Deutschland. Über 1500 Meter schied sie mit 4:22,73 min in der ersten Runde aus.
2014 und 2017 wurde Ajok Ugandische Meisterin im 800- und 1500-Meter-Lauf.

## Bestleistungen
- 800 Meter: 2:00,02 min, 3. März 2018 in Kampala
- 1500 Meter: 4:10,53 min, 8. Juni 2018 in Huelva
- 10-km-Straßenlauf: 36:25 min, 25. November 2018 in Kampala